# Heinrich Reinhold (Maler)

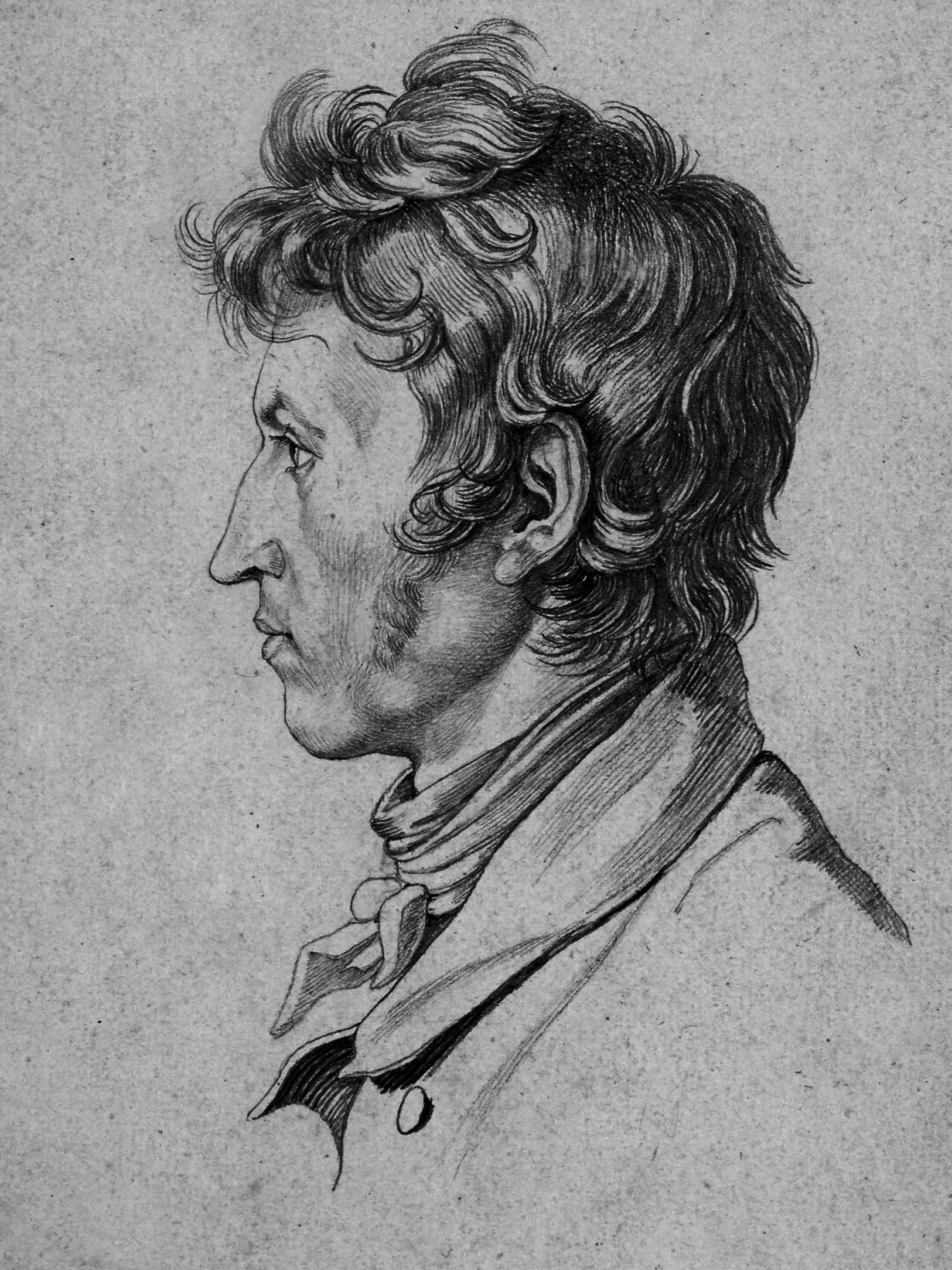
Gustav Heinrich Naecke: Heinrich Reinhold (1788–1825)

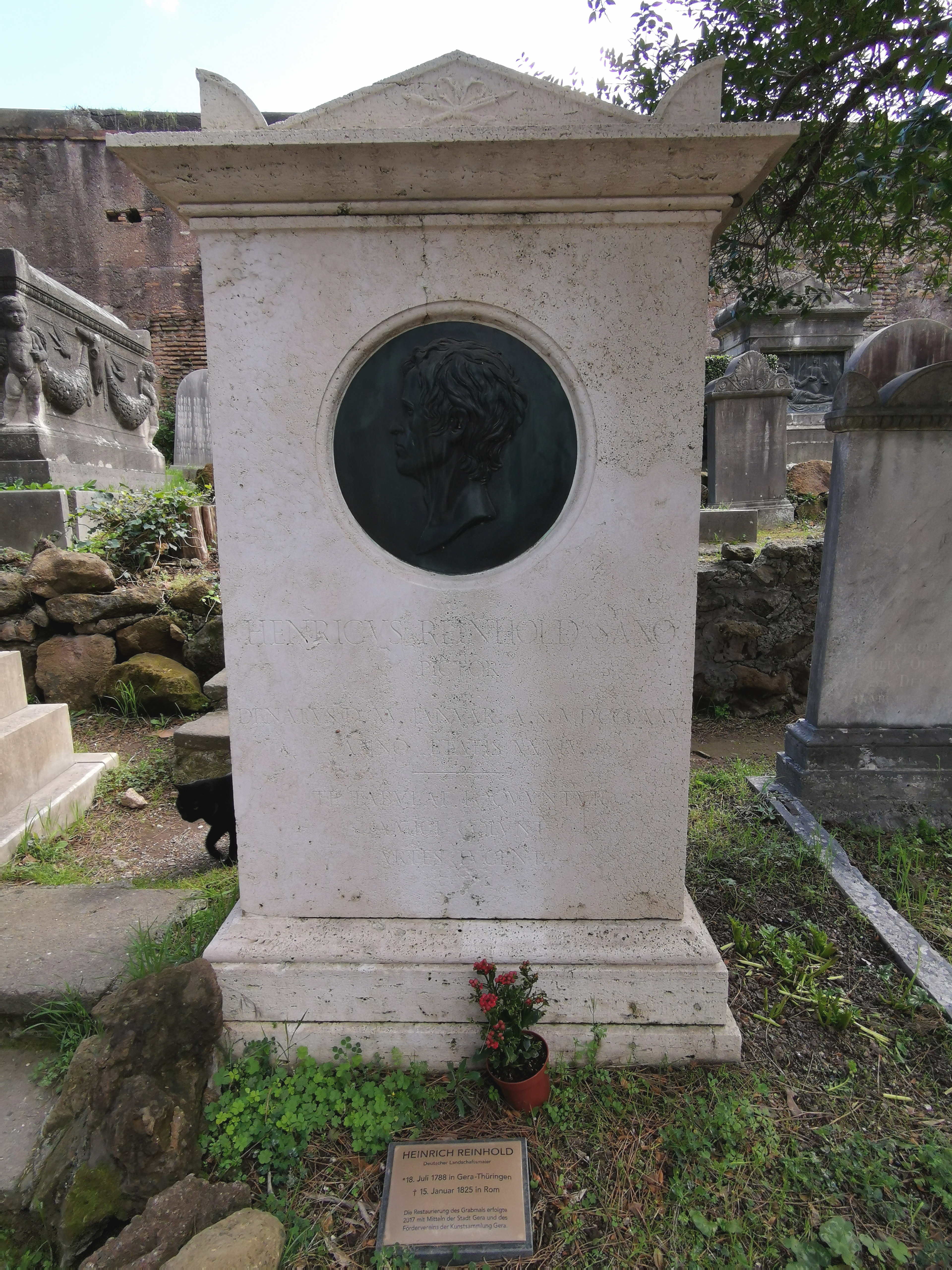
Grab auf dem Nichtkatholischen (Protestantischen) Friedhof Rom

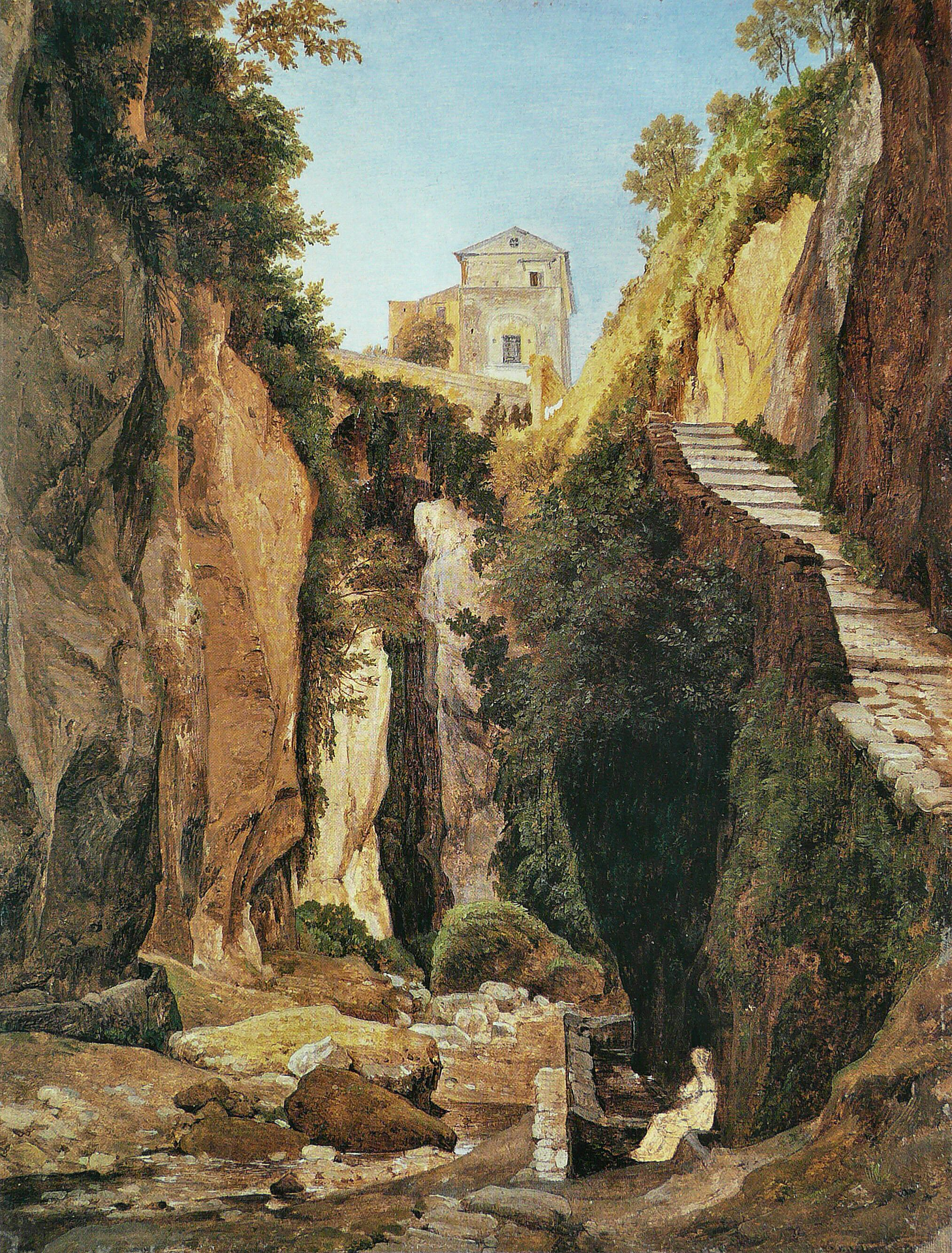
Schlucht bei Sorrento

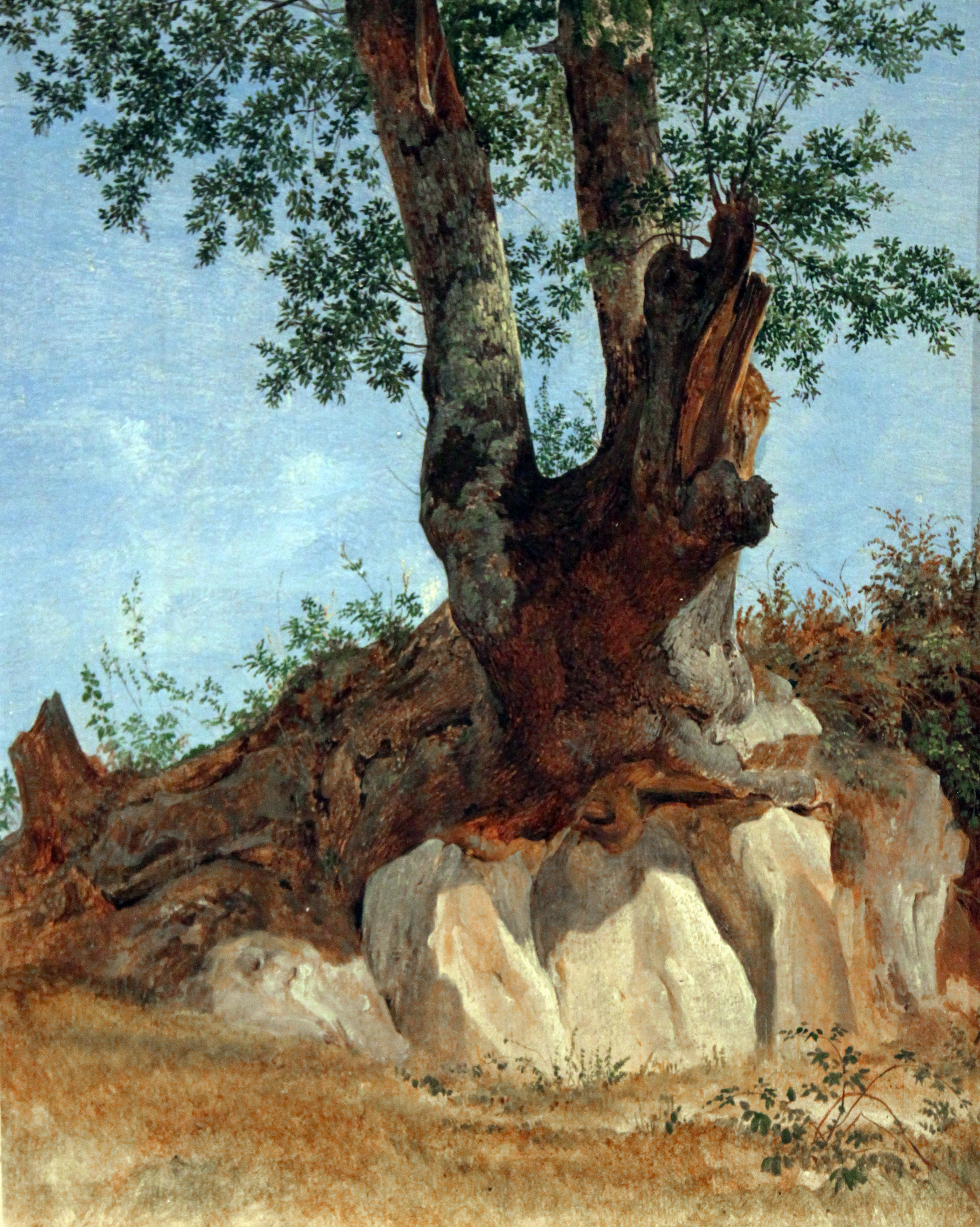
Hamburger Kunsthalle: Ein Baum in der Campagna, 1822

Johann Heinrich Carl Reinhold (* 18. Juli 1788 in Gera; † 15. Januar 1825 in Rom) war ein deutscher Maler und Kupferstecher.

## Leben
Heinrich Reinhold war als Sohn des Porträt- und Genremalers Johann Friedrich Leberecht Reinhold ein jüngerer Halbbruder des Landschaftsmalers Friedrich Philipp Reinhold (1779–1840). Er studierte zunächst in Dresden an der Kunstakademie. 1806 begab er sich zu seinem Bruder nach Wien, wo er die Kunstakademie besuchte. Nachdem er hier dem Generaldirektor der Museen in Paris, Dominique-Vivant Denon, aufgefallen war, ging Reinhold auf dessen Rat 1809 nach Paris. Dort blieb er fünf Jahre, in denen er an einem Werk über die Feldzüge Napoleons arbeitete und als Kupferstecher für Dominique-Vivant Denon tätig war.
Er kehrte 1814 nach Wien zurück und widmete sich intensiv der Landschaftsmalerei. Er verkehrte im Kreise von Friedrich von Olivier und Julius Schnorr von Carolsfeld, wo er auch Joseph Anton Koch kennenlernte. Gemeinsam mit seinem Bruder Friedrich Philipp und den befreundeten Malern Ernst Welker, Johann Adam Klein und Johann Christoph Erhard unternahm er Studienreisen in die Schneeberggegend, das Salzkammergut und das Berchtesgadener Land. Aus diesen Wanderungen schöpfte Reinhold Inspiration für seine Malerei der folgenden Jahre, die intensiven Naturstudien dienten ihm als Vorlage zahlreicher seiner Gemälde.
Zusammen mit dem Maler Johann Christoph Erhard ging Reinhold 1819 nach Italien. Fünf Jahre lebte und arbeitete er in Rom und bereiste in Gemeinschaft vieler Künstlerfreunde verschiedene Regionen Italien. Seine Eindrücke hielt er immer in Landschaftsstudien fest. Ein Großteil seiner Zeichnungen und Ölstudien dieser Schaffensperiode sind in Olevano Romano und Umgebung entstanden, wo er mehrfach die Sommermonate in Begleitung anderer deutscher Maler wie Carl Wilhelm Götzloff oder Ludwig Richter verbrachte. Nach Aufenthalten in Neapel wanderte er in Begleitung des Fürsten Ferdinand von Lobkowitz durch Sizilien. Wieder in Rom, versuchte er seinen Freund Erhard vom Selbstmord abzubringen, was aber nicht nur scheiterte, sondern ihm auch selbst eine tödliche Erkrankung zuzog, so dass er erst 36-jährig starb. Sein Grab auf dem Protestantischen Friedhof in Rom wurde von Bertel Thorvaldsen gestaltet.

## Werke (Auswahl)
Heinrich Reinhold war neben seiner graphischen Tätigkeit vor allem Landschaftsmaler. In Wien mit den Ideen der Romantik bekannt geworden, zählte er zu dem Kreis deutscher Maler in Rom, die vornehmlich von Joseph Anton Koch beeinflusst waren.
- Der Watzmann vom Wimbachtal aus (Wien, Österreichische Galerie), 1818, Öl auf Holz
- Küste bei Pozzuoli (Wuppertal, Von der Heydt-Museum, Inv. Nr. G 0601), nach 1819, Öl auf Leinwand, 43 × 59,5 cm
- Landschaft bei Olevano, Bleistift auf Transparentpapier, 31,6 × 41,3 cm
- Blick von Olevano auf die Campagna (München, Neue Pinakothek), 1822, Öl auf Papier, 12,6 × 21,6 cm
- Terrasse des Kapuzinerklosters in Sorrent (München, Neue Pinakothek, Inv. Nr. WAF 819), um 1823/24, Öl auf Leinwand, 41,7 × 54,8 cm
- Landschaft bei Berchtesgaden, auf dem Weg zum Königssee, (Sammlung I. Tremmel), Bleistift auf Velin, 29,5 × 42,4 cm

Besondere Bedeutung kommt seinen Ölstudien zu, die Anregung für den deutsch-römischen Künstlerkreis boten und namhafte Abnehmer fanden, die die Bedeutung von Reinholds Landschaftswerk früh erkannten. Dazu zählte beispielsweise der Architekt Karl Friedrich Schinkel, der zwölf Ölskizzen und vier Bleistiftzeichnungen von Reinhold erwarb, und der dänische Bildhauer Bertel Thorvaldsen, der drei Gemälde bei ihm in Auftrag gab.

## Nachlass
Der größte museale Bestand an Reinholds malerischen Werken befindet sich mit 12 Ölstudien und Gemälden in der Hamburger Kunsthalle, im Kupferstichkabinett werden zudem viele Zeichnungen verwahrt. 2010 konnte die Klassik Stiftung Weimar einen großen Teil des Nachlasses erwerben, der neben frühen Arbeiten Ölbilder und in Italien entstandene Zeichnungen umfasst.